# Arkhip Kuïndji
Arkhip Ivànovitx Kuïndji (en ucraïnès, Архи́п Іва́нович Куї́нджі, de cognom original Куюмджі o Quyumcı, transcrit Kuiumdji; en rus, Архи́п Ива́нович Куи́нджи; en grec, Αρχίπ Ιβάνοβιτς Κουίντζι, en tàtar de Crimea, Arhip Kuinci) (27 de gener de 1842(?), Mariúpol, Ucraïna, Imperi Rus - 24 de juliol de 1910, Sant Petersburg, Rússia, Imperi Rus) fou un paisatgista ucraïnès d'origen pòntic i tàtar que es va associar amb el grup artístic dels Peredvíjniki o Itinerants, de l'imperi rus. Era luminista.
El març del 2022, el Museu d'Art Kuïndji (en ucraïnès: Художній музей імені Куїнджі, Khudozhniy muzey imeni Kuyindzhi) a Mariúpol va ser destruït en un atac aeri rus en el segon més de la invasió russa d'Ucraïna a gran escala.

## Biografia i trajectòria
Neix el 1842 (o 1841 o 1843, d'acord amb diferents fonts, de fet, tres diferents passaports interns), a Karasubazar (Карасубазар), un barri tàtar als afores de Mariúpol, a Ucraïna durant l'imperi Rus (actualment a l'Ucraïna independent). El seu pare era sabater, d'ètnia grec pòntic, de les costes de l'Azov d'Ucraïna.
Als sis anys perdé els seus pares i va anar a viure amb uns oncles paterns, també als afores de Mariúpol, que li ensenyaren a llegir i escriure grec. Rebé una formació bàsica a l'escola local, però per sobreviure, també hagué de fer tasques en la construcció d'una església (portar el recompte dels maons), pasturar oques i treballar amb un comerciant de gra de jovenet. Aquest comerciant de gra, Amoretti, va quedar corprés dels dibuixos del noi i li va mostrar a uns amics que tenien relacions amb l'estudi del famós pintor ucraïnès Ivan Aivazovski a Feodòssia, Crimea. El 1855, en Kuïndji va caminar més de 500 kilòmetres amb la intenció de fer d'aprenent de l'Aivazovksi. Hi va passar només un o dos estius a Feodòssia, però sembla que el gran mestre no el va ni deixar entrar al seu estudi - el tenia dormint al pati i només el deixava preparar pigments i pintar una tanca.
Quan va tornar a Mariúpol, va treballar retocant fotografies, i quan ja tenia l'ofici ben aprés, es va traslladar a Odessa per treballar en aquest ram. Després d'un intent fallit d'obrir el seu propi estudi allí, es va traslladar a Taganrog el 1860, on també va treballar de retocador en un estudi fotogràfic fins al 1865, sempre pintant en el seu temps lliure. Havent estalviat alguns diners, cap a 1865 o 1866, va decidir traslladar-se a Sant Petersburg per provar sort a l'acadèmia d'art, on no el van deixar entrar.
A Sant Petersburg estudià pintura de manera autodidacta i en l'Acadèmia Imperial de les Arts. D'ella en formà part des de 1868, però només des de 1893 com a membre de ple dret. És per això que es creu que, en un principi, assistí a les classes sense ser un alumne matriculat. Participà en exposicions d'art ambulant amb un grup d'artistes realistes russos els quals, en protesta per les restriccions acadèmiques, formaren una cooperativa artística que evolucionà fins a convertir-se el 1870 en la Societat per a Exposicions d'Art Ambulant (Peredvíjniki). Durant aquest període de formació rebé una influència especial d'Ivan Aivazovski. El 1872 abandonà l'acadèmia i treballà com a pintor independent.
Kuïndji fou lector a l'Acadèmia Imperial de les Arts; en ella exercí com a professor des de 1892 i com a tutor dels seminaris sobre pintura paisatgística des de 1894. No obstant això, en 1897 fou acomiadat per donar suport a les protestes estudiantils. Entre els seus alumnes es trobaven artistes com Arkady Rylov, Nicholas Roerich, Konstantin Bogaevsky, entre d'altres. Kuindzhi creà el 1909 la Societat d'Artistes per a facilitar ajuda econòmica als artistes. Aquesta associació fou rebatejada, en el seu honor, com a Societat Kuïndji.

## Obra
La pintura A l'illa de Valaam fou la primera obra de Kuïndji que el mecenes Pàvel Tretiakov adquirí per a la seva galeria d'art. En 1873 exhibí el seu llenç La neu, pel que rebé la medalla de bronze a l'Exposició d'Art Internacional de Londres (1874). A mitjan dècada de 1870 creà una sèrie d'obres en què el paisatge com a motiu artístic responia als ideals socials de l'esperit dels Peredvíjniki (Poble perdut, 1874; El camí dels Txumak, que eren transportistes i venedors de sal ucraïnesos, 1875). Ambdues obres es conserven a la Galeria Tretiakov.
En el seu període madur aspirà a capturar el més expressiu aspecte de la condició natural. Aplicà composicions amb vistes panoràmiques; efectes lleugers i colors intensos mostrats en tons principals, per crear la il·lusió d'il·luminació (Nit a Ucraïna, 1876; Bedollar, 1879; Després de la pluja, 1879; els tres a la Galeria Tretiakov; Nit amb llum de lluna al Dnieper, 1880 al Museu rus, Sant Petersburg). Els treballs més tardans seus tenen de particular per als seus efectes decoratius d'edificis de color.

### Obres

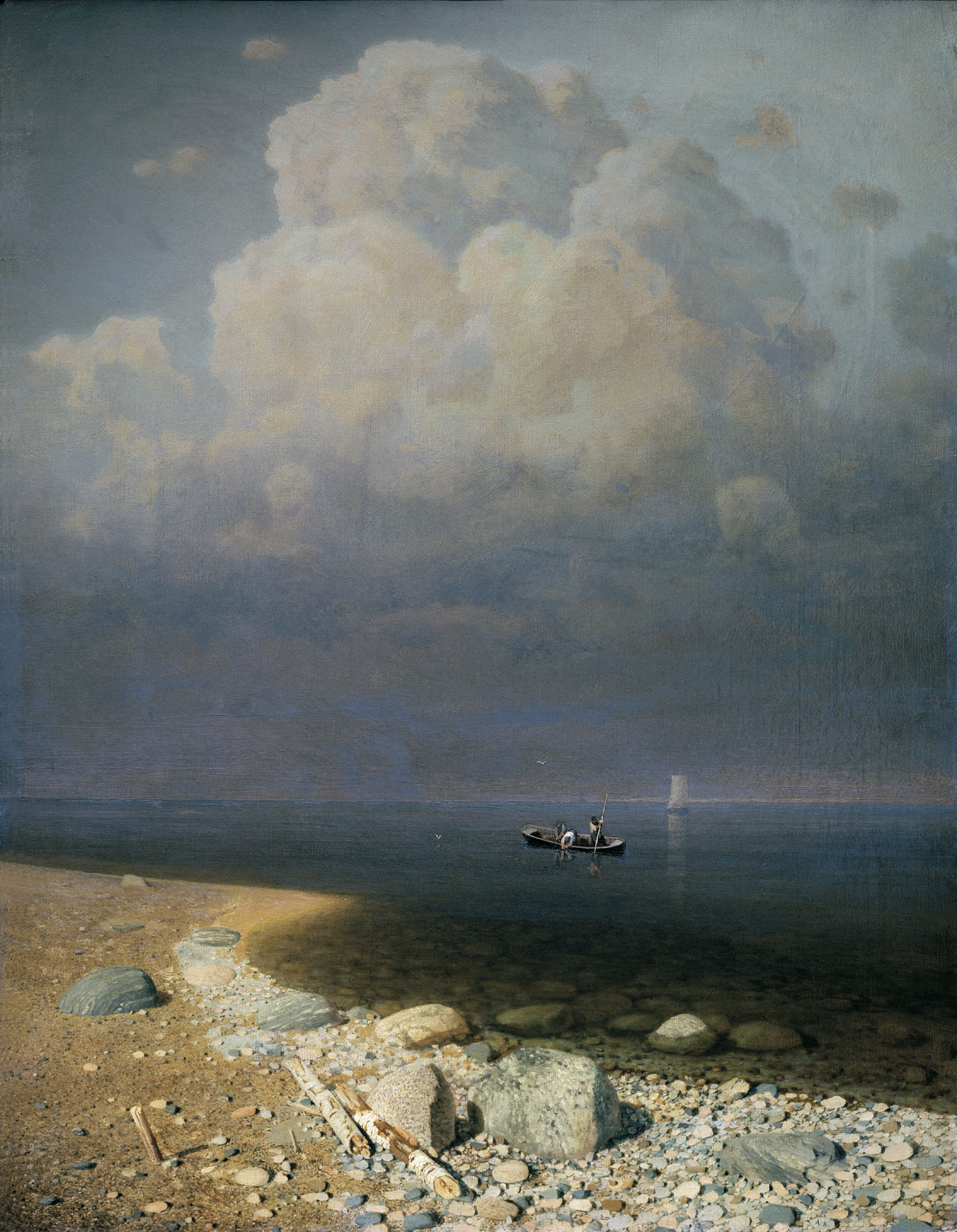
El llac Làdoga (1873)
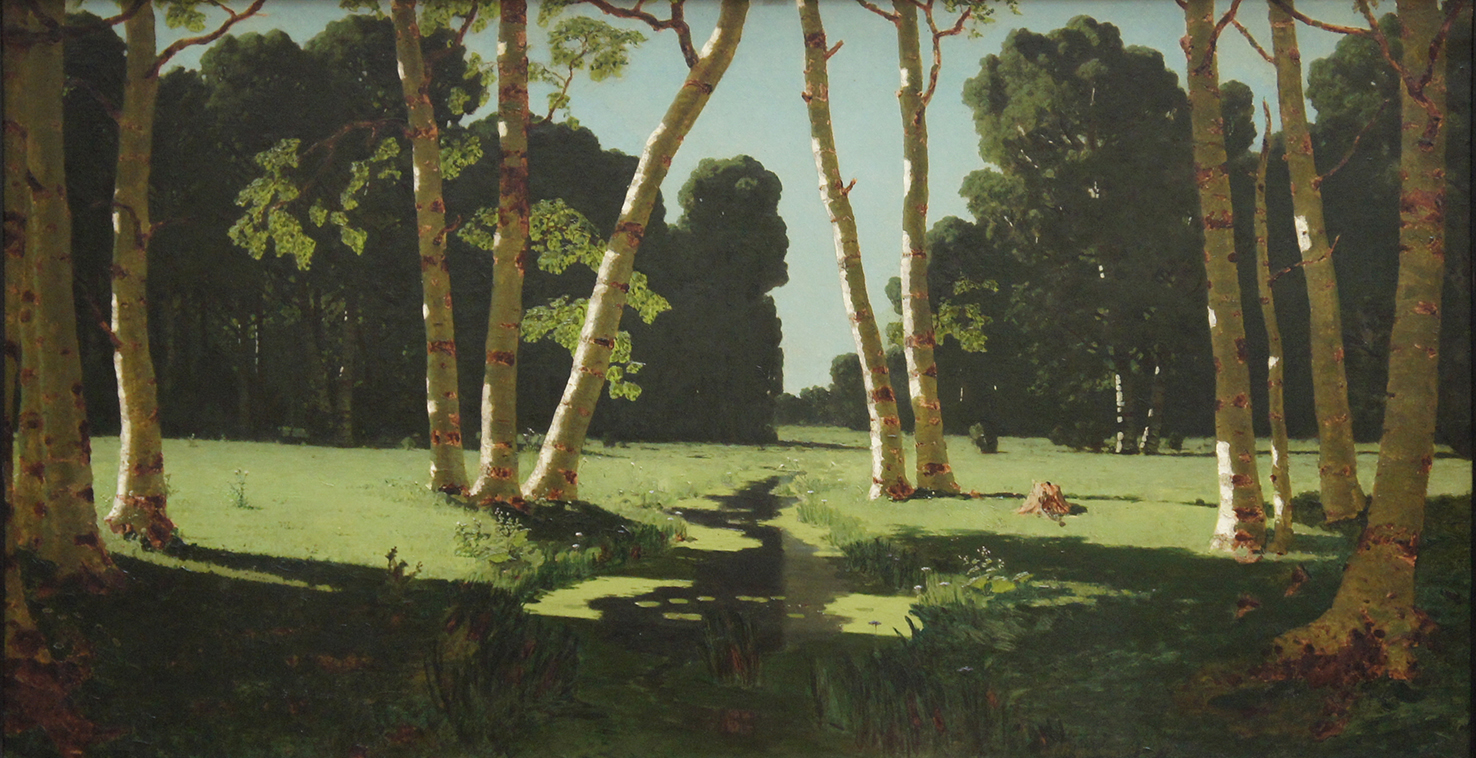
Bedollar (1879)
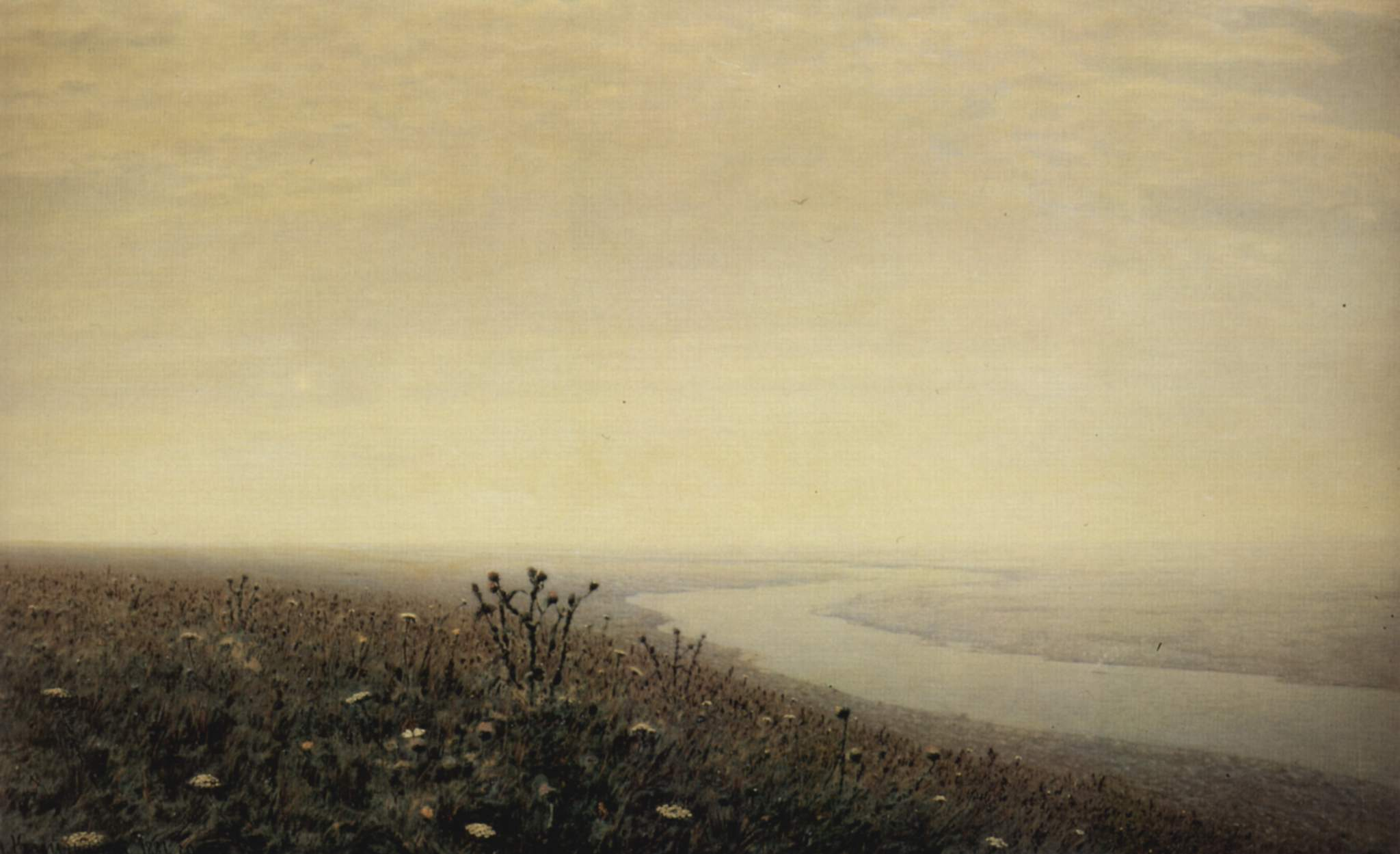
El Dnipró de matinada (1881)
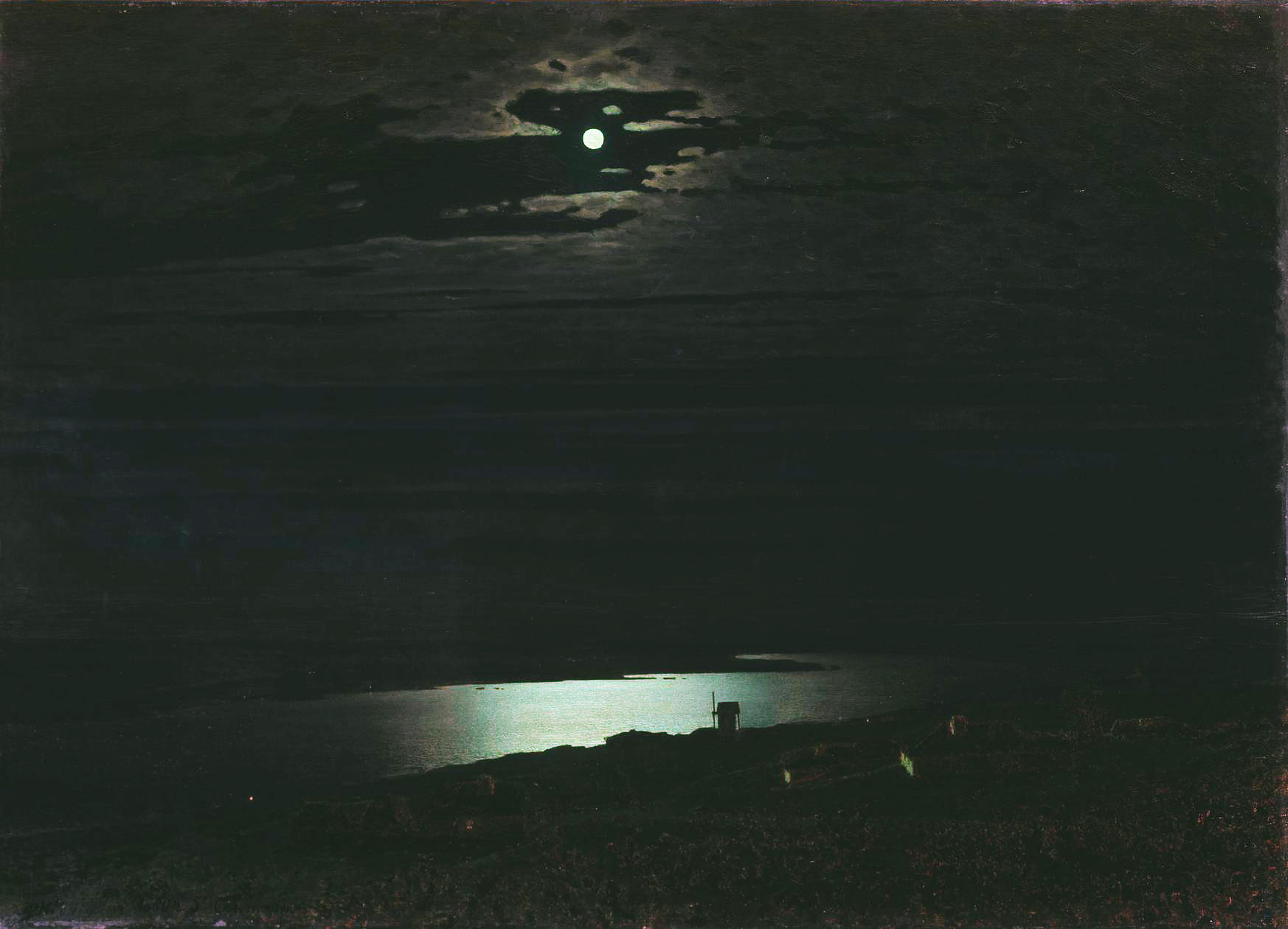
Nit de clar de lluna al Dnipró (1880)
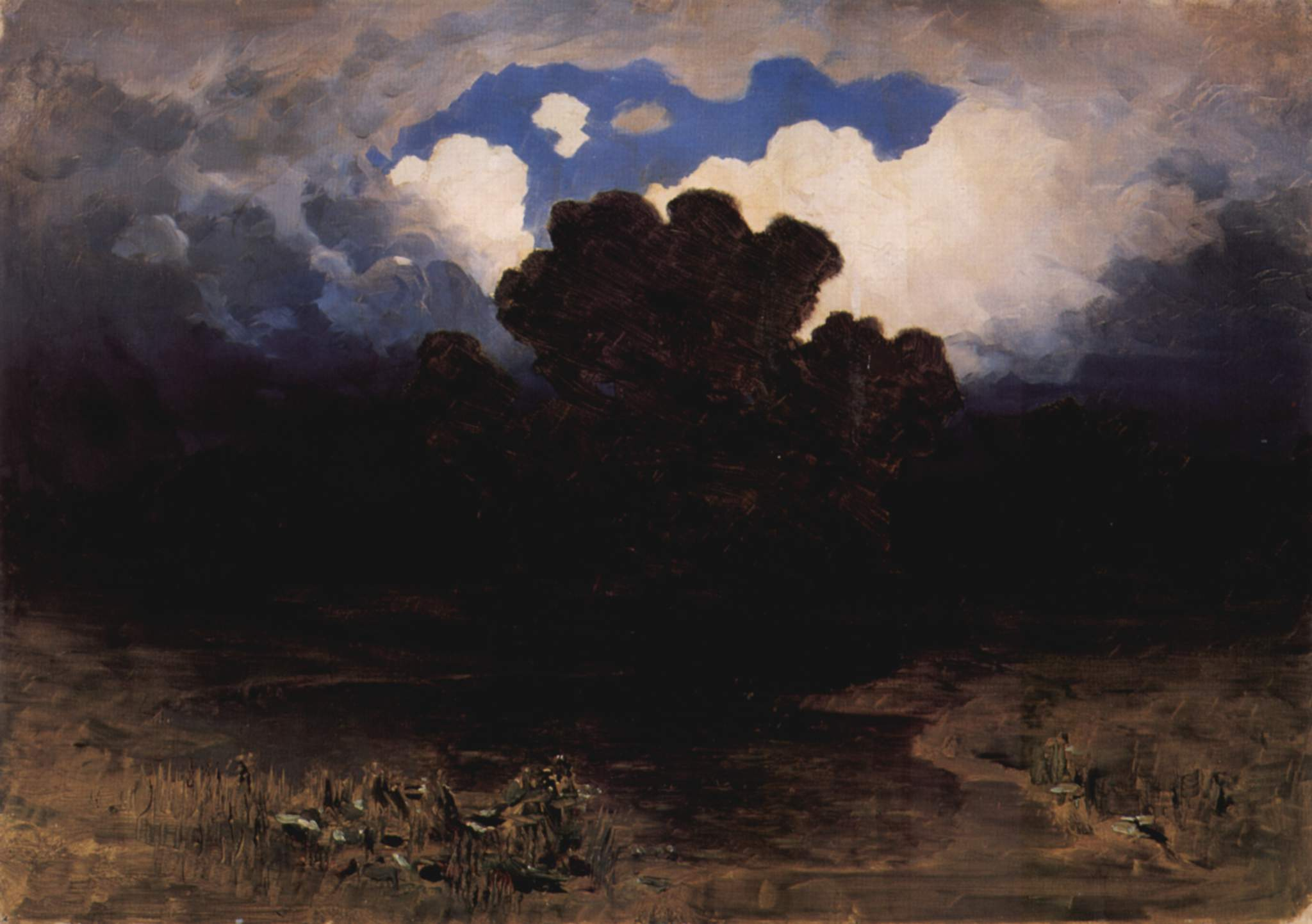
Núvols (1882)
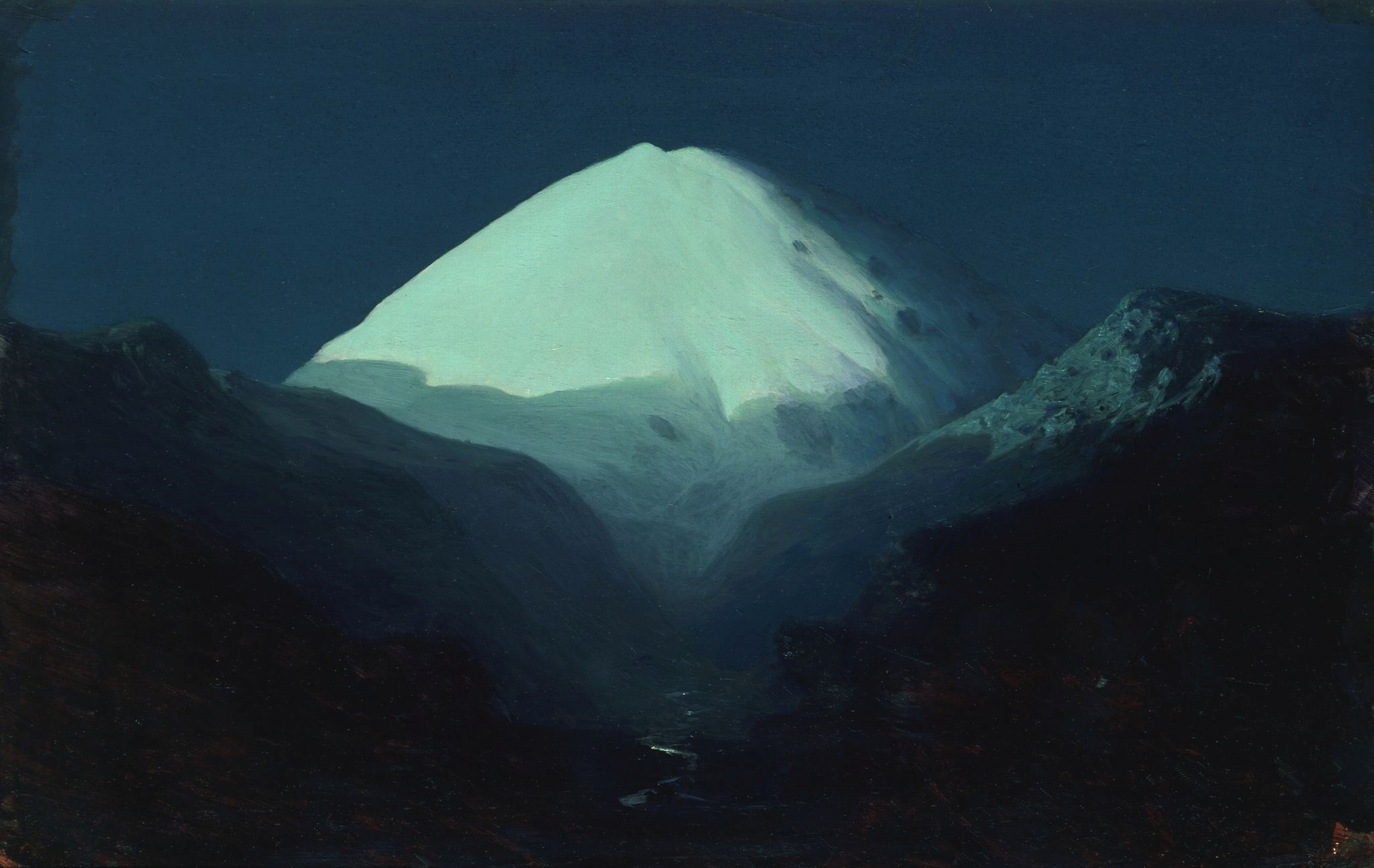
Elbrús. Clar de lluna (1890–1895)
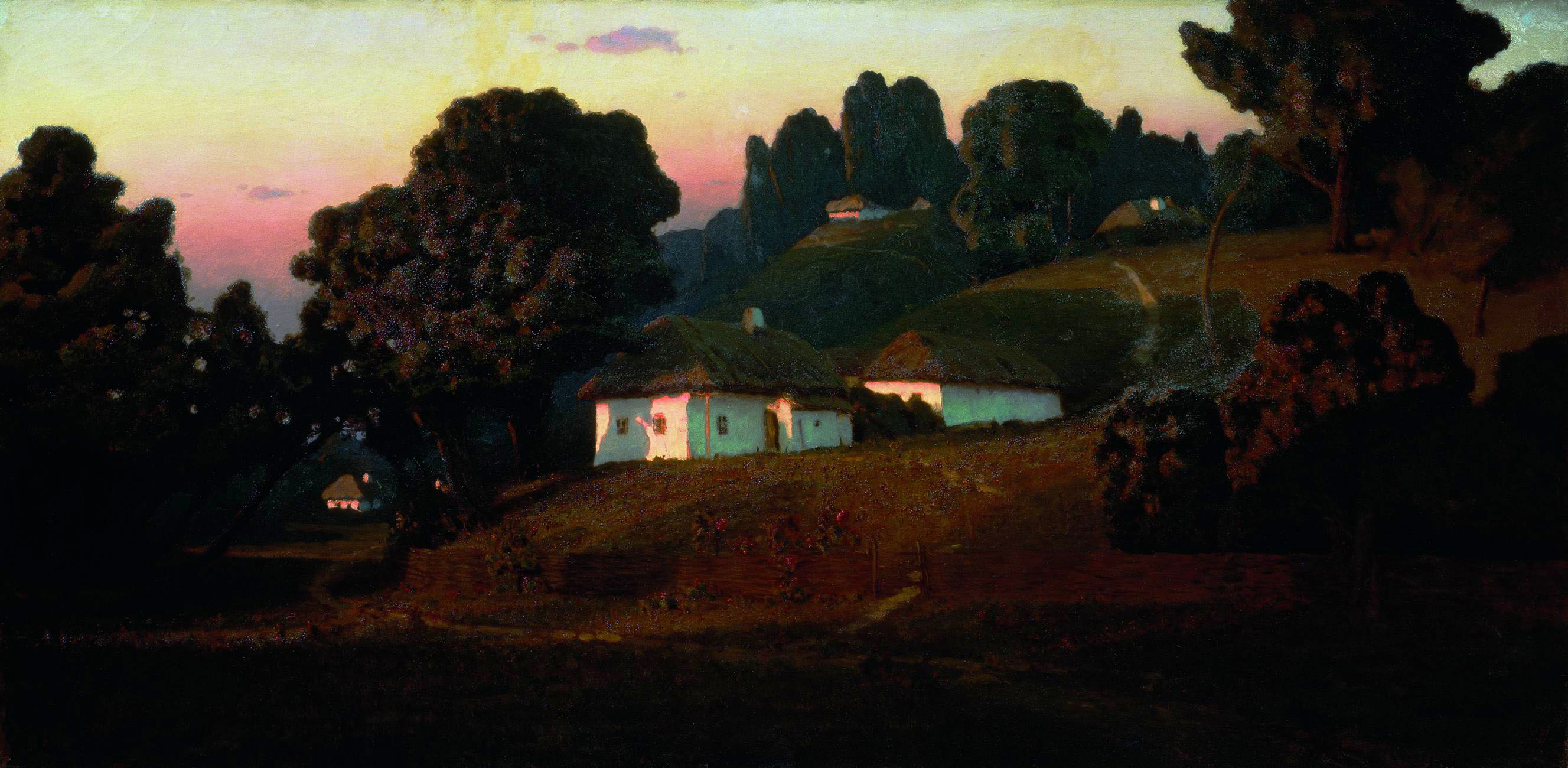
Capvespre a Ucraïna (1878–1901)
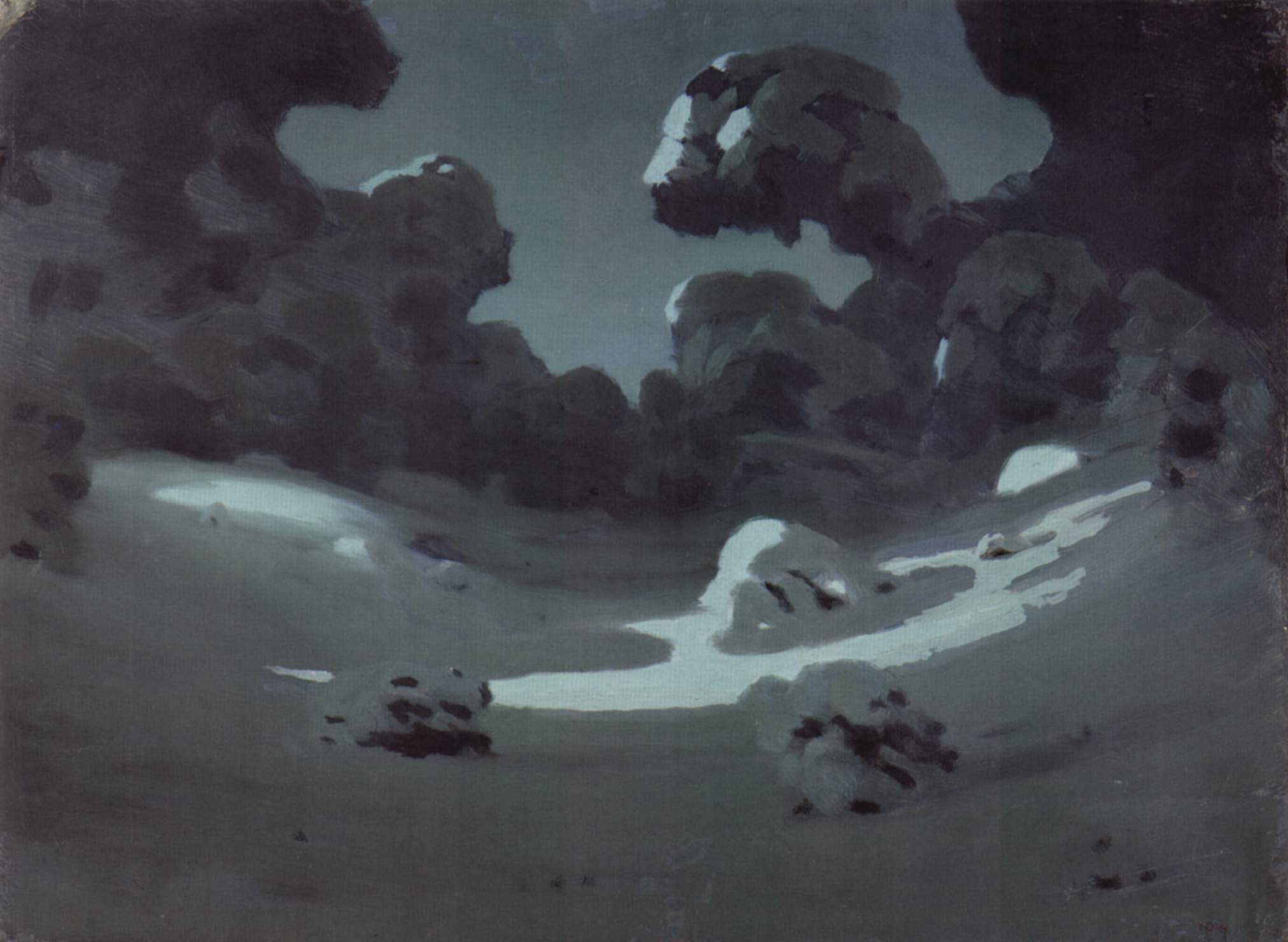
Clapes de clar de lluna a la muntanya, l'hivern (1898–1908)